# مونت غيليد (كارولاينا الشمالية)
مونت غيليد (بالإنجليزية: Mount Gilead, North Carolina)‏ هي بلدة أمريكية تقع في الولايات المتحدة في مقاطعة مونتغومري، كارولاينا الشمالية. يقدر عدد سكانها بـ 1,181 نسمة ومساحتها 8.5 كم2 ووترتفع عن سطح البحر 130 متر.

## التركيبة السكانية
حدّد مكتب تعداد الولايات المتحدة بيانات التركيبة السكانية لمونت غيليد في تعداد الولايات المتحدة. في ما يلي، التركيبة السكانية حسب تعدادي 2000 و2010.

### تعداد عام 2000
بلغ عدد سكان مونت غيليد 1,389 نسمة بحسب تعداد عام 2000، وبلغ عدد الأسر 502 أسرة وعدد العائلات 368 عائلة مقيمة في البلدة. في حين سجلت الكثافة السكانية 153.7 نسمة لكل كيلومتر مربع (398.1/ميل2). وبلغ عدد الوحدات السكنية 553 وحدة بمتوسط كثافة قدره 61.2 لكل كيلومتر مربع (158.5/ميل2).
وتوزع التركيب العرقي للبلدة بنسبة 46.29% من البيض و50.04% من الأمريكيين الأفارقة و0.50% من الأمريكيين الأصليين و2.16% من الأمريكيين ذوي الأصول الآسيوية و0.29% من الأعراق الأخرى و0.72% من عرقين مختلطين أو أكثر و0.58% من الهسبانيون أو اللاتينيون من أي عرق.
بلغ عدد الأسر 502 أسرة كانت نسبة 37.6% منها لديها أطفال تحت سن الثامنة عشر تعيش معهم، وبلغت نسبة الأزواج القاطنين مع بعضهم البعض 49.8% من أصل المجموع الكلي للأسر، ونسبة 20.9% من الأسر كان لديها معيلات من الإناث دون وجود شريك،  بينما كانت نسبة 2.6% من الأسر لديها معيلون من الذكور دون وجود شريكة وكانت نسبة 26.7% من غير العائلات. تألفت نسبة 25.1% من أصل جميع الأسر من عدة أفراد يعيشون في نفس المنزل ونسبة 13.9% كانت تتألف من شخص يعيش بمفرده يبلغ من العمر 65 عاماً أو أكثر. وبلغ متوسط حجم الأسرة المعيشية 2.64، أما متوسط حجم العائلات فبلغ 3.14.
بلغ العمر الوسطي للسكان 38.3 عاماً. وكانت نسبة 26.5% من القاطنين تحت سن الثامنة عشر، وكانت نسبة 7.1% بين الثامنة عشر والرابعة والعشرين عاماً، ونسبة 25.3% كانت واقعةً في الفئة العمرية ما بين الخامسة والعشرين والرابعة والأربعين عاماً، ونسبة 21.2% كانت ما بين الخامسة والأربعين والرابعة والستين، ونسبة 15.3% كانت ضمن فئة الخامسة والستين عاماً فما فوق. يوجد لكل 100 أنثى 82.5 ذكر، ويوجد لكل 100 أنثى في الثامنة عشر من عمرها فما فوق 76.2 ذكر.
بلغ متوسط دخل الأسرة في البلدة 31,250 دولارًا، أما متوسط دخل العائلة فبلغ 36,250 دولارًا. وكان متوسط دخل الذكور 29,375 دولارًا مقابل 21,750 دولارًا للإناث. وسجل دخل الفرد الخاص بالبلدة 16,236 دولارًا. وكانت نسبة 15.6% من العائلات ونسبة 18.3% من السكان تحت خط الفقر، وكان من هؤلاء نسبة 25.5% تحت سن الثامنة عشر ونسبة 14.8% في الخامسة والستين من العمر وما فوق.

### تعداد عام 2010
بلغ عدد سكان مونت غيليد 1,181 نسمة بحسب تعداد عام 2010، وبلغ عدد الأسر 487 أسرة وعدد العائلات 330 عائلة مقيمة في البلدة. في حين سجلت الكثافة السكانية 130.6 نسمة لكل كيلومتر مربع (338.3/ميل2). وبلغ عدد الوحدات السكنية 574 وحدة بمتوسط كثافة قدره 63.5 لكل كيلومتر مربع (164.5/ميل2).
وتوزع التركيب العرقي للبلدة بنسبة 41.24% من البيض و55.97% من الأمريكيين الأفارقة و0.08% من الأمريكيين الأصليين و0.68% من الأمريكيين ذوي الأصول الآسيوية و0.51% من الأعراق الأخرى و1.52% من عرقين مختلطين أو أكثر و1.19% من الهسبانيون أو اللاتينيون من أي عرق.
بلغ عدد الأسر 487 أسرة كانت نسبة 30.2% منها لديها أطفال تحت سن الثامنة عشر تعيش معهم، وبلغت نسبة الأزواج القاطنين مع بعضهم البعض 38.6% من أصل المجموع الكلي للأسر، ونسبة 23% من الأسر كان لديها معيلات من الإناث دون وجود شريك،  بينما كانت نسبة 6.2% من الأسر لديها معيلون من الذكور دون وجود شريكة وكانت نسبة 32.2% من غير العائلات. تألفت نسبة 28.7% من أصل جميع الأسر من عدة أفراد يعيشون في نفس المنزل ونسبة 15.2% كانت تتألف من شخص يعيش بمفرده يبلغ من العمر 65 عاماً أو أكثر. وبلغ متوسط حجم الأسرة المعيشية 2.40، أما متوسط حجم العائلات فبلغ 2.95.
بلغ العمر الوسطي للسكان 43.0 عاماً. وكانت نسبة 24.5% من القاطنين تحت سن الثامنة عشر، وكانت نسبة 6.4% بين الثامنة عشر والرابعة والعشرين عاماً، ونسبة 21.8% كانت واقعةً في الفئة العمرية ما بين الخامسة والعشرين والرابعة والأربعين عاماً، ونسبة 28.2% كانت ما بين الخامسة والأربعين والرابعة والستين، ونسبة 19.1% كانت ضمن فئة الخامسة والستين عاماً فما فوق. وتوزع التركيب الجنسي للسكان بنسبة 45.6% ذكور و54.4% إناث.

## أعلام
- روبرت بي. جوردن
- يوليوس إل. شامبرز